# A secreto agravio, secreta venganza
A secreto agravio, secreta venganza es un drama de honor del dramaturgo español Pedro Calderón de la Barca, impreso en 1637, y después, en 1653, en la Sexta Parte de Comedias escogidas, editada en Zaragoza, donde lleva por título Vengarse con agua y fuego. 
El tema aparece también en Lope de Vega (en su novela La prudente venganza) y en Tirso de Molina. El argumento calderoniano sigue el tema clásico del honor en peligro y de su posterior restitución. La acción transcurre en Lisboa, donde un hidalgo portugués, don Lope de Almeida, casado por poderes con la castellana Doña Leonor de Mendoza, descubre que un antiguo amante de su esposa, que ella creía muerto cuando se casó, intenta arrebatarle la honra. Don Lope, en secreto, mata a su enemigo y después, siempre en secreto, como indica el título de la obra, quema a doña Leonor en su palacio. Queda así restituida su honra y su fama no ha sufrido ninguna mancha al realizarse su venganza en completo secreto. El mismo argumento aparece en una comedia de la misma época, El toledano vengado, que ha sido atribuida a Lope de Vega, pero probablemente es de otro comediógrafo. Un trazado anterior de la misma trama, que podría tener origen más antiguo, se encuentra en la novela 11 de la I parte de las de Matteo Bandello.